# Reservation station
Le Reservation Station sono degli elementi di stato presenti in molti microprocessori moderni abbinati alle varie unità funzionali. Forniscono meccanismi di rinominazione dei registri implementando l'algoritmo di Tomasulo per l'esecuzione fuori ordine delle istruzioni.
Le reservation station facilitano l'esecuzione di istruzioni in parallelo tenendo traccia di quali istruzioni sono in attesa di un risultato da un'altra istruzione e quali invece sono pronte ad eseguire. Un bus detto "Common Data Bus" collega le stazioni e permette ai risultati di giungere alle istruzioni in attesa.
Il naturale complemento delle reservation station è il Buffer di riordino (ROB), che raccoglie le istruzioni dopo l'esecuzione e assicura che il completamento avvenga nell'ordine corretto.